# Molo (Kenia)
Molo – miasto w Kenii, w hrabstwie Nakuru. W 2019 liczyło 48,4 tys. mieszkańców.